# Surtitrage

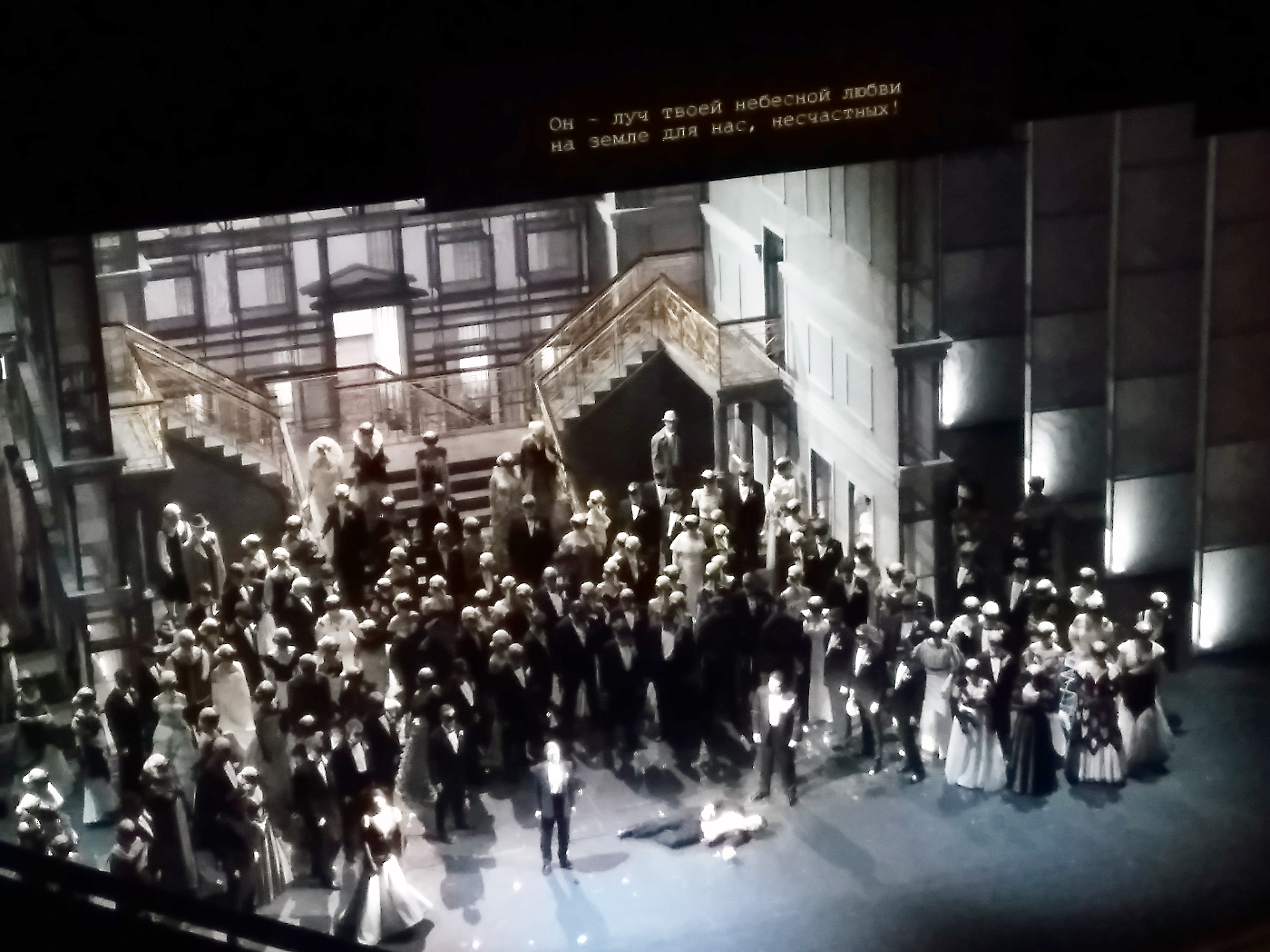
Ecran de surtitrage au-dessus de la scène du Bolshoi à Moscou

Le surtitrage est la diffusion au cours d'un spectacle vivant, par quelque procédé technique que ce soit, de la traduction au-dessus de la scène, et dans la langue du public, de ce qui est récité ou chanté sur le plateau.

## Commentaires
Le surtitrage est majoritairement employé pour les pièces jouées en langues étrangères, les opéras étrangers ou pas, mais est également employé pour faciliter la compréhension des malentendants.
Le mot « surtitrage » s'est imposé en comparaison au « sous-titrage » des films de cinéma ou de télévision en ce qu'au théâtre les « surtitres » sont exposés au-dessus de la scène pour permettre la vision de tous les spectateurs.
Le surtitrage se pratique aussi dans les salles de cinéma, ou typiquement en festival, pour la diffusion de sous-titres supplémentaires à ceux éventuellement présents sur la copie projetée.

## Moyens techniques
Plusieurs techniques permettent à l'heure actuelle de surtitrer un spectacle :
- la vidéoprojection : le texte est diffusé à l'aide d'un vidéoprojecteur sur un écran de surtitrage dédié ou directement sur un élément du décor (mur de fond, tulle semi transparent, etc.) ou du théâtre (manteau d'Arlequin, front de scène...)
- les panneaux lumineux à LED : le texte est diffusé sur un écran placé, en général, en haut du cadre de scène. Des petits écrans répéteurs peuvent également être installés de part et d'autre de la scène pour que le public situé sous les balcons puisse également lire les surtitres. Les écrans les plus performants permettent d'afficher tous types de caractères, symboles ou pictogrammes et ce, avec une grande variété de couleurs.

## Enjeux artistiques
Contrairement au sous-titrage qui est écrit et figé avant la projection du film, le surtitrage doit s'adapter au rythme théâtral et/ou musical de la pièce jouée sur scène. Il requiert donc la présence d'un opérateur de surtitrage à même d'envoyer en temps voulu la traduction simultanée des répliques de l'acteur.
La préparation préalable des surtitres est une étape cruciale pour le déroulement d'un bon surtitrage. La traduction du texte de scène et son découpage en "cartons" (en référence au cinéma muet) ou surtitres (en références aux incrustations de titres utilisés en film) sont des étapes particulièrement délicates qui relèvent de l'art de la traduction et du sens du rythme théâtral afin de permettre aux spectateurs de lire ce qui se dit sur scène dans les meilleures conditions possibles
Plusieurs logiciels de surtitrage existent sur le marché, avec des niveaux de performance et des fonctions optionnelles très différents de l'un à l'autre.